# 民主党 (日本 1947-1950)
日本民主党（にほんみんしゅとう）、略称で民主党（みんしゅとう）は、かつて存在した日本の政党。1947年に日本進歩党を中心に結成された保守政党である。
1954年から1年間だけ存在し、自由党と合同して自民党の前身となった日本民主党とは別の政党と考えられている。

## 沿革
公職追放令で幹部を多数失った日本進歩党と吉田茂総裁に不満を抱く日本自由党の芦田均系が合同して結成され、芦田を初代総裁とした。片山内閣で日本社会党、国民協同党と共に連立与党に、芦田内閣で連立首班となった。
結党直後から前進歩党総裁幣原喜重郎を中心とする党内右派と、日本自由党から入党した芦田均を中心とする党内左派との対立があり、片山内閣の目玉政策であった炭鉱国家管理問題に関し、臨時石炭鉱業管理法の成立を巡って党内右派は野党自由党とともに同法案に反対、同年末には芦田に総裁を降ろされる形となった幣原喜重郎（名誉総裁）が田中角栄・原健三郎らとともに同志クラブを結成した。翌1948年1月には小平久雄・中山マサら残留した中堅・若手の党内右派議員が太陽会と名乗るグループを結成し、その一部は太陽会の顧問的な存在であった田中万逸・斎藤隆夫らとともに芦田の首班指名に反対して同志クラブと合同して民主クラブを結成した。
更に10月には昭和電工事件による芦田内閣総辞職により下野、1949年1月の総選挙で大敗。2月に芦田均、北村徳太郎、中曽根康弘らの野党派と犬養健、保利茂、木村小左衛門らの連立派とに分裂した。
同年12月24日、吉田茂が民主自由党議員総会の中で、民主党連立派への合同実現を要望すると、同日、民主党連立派も議員総会を開き保守合同に参加の申し合わせを行った。
連立派は1950年2月に民主自由党に入党して自由党を結成。民主党野党派は1950年4月に国民協同党と合同して国民民主党を結成して解散した。

## 役職

### 歴代執行部役員表
| 総裁       | 幹事長   | 総務会長   | 政務調査会長 | 参議院議員会長 |
| ---------- | -------- | ---------- | ------------ | -------------- |
|            | 石黒武重 |            | 矢野庄太郎   |                |
| 地崎宇三郎 |          |            | 矢野庄太郎   |                |
| 芦田均     |          |            | 矢野庄太郎   |                |
| 芦田均     | 竹田儀一 | 北村徳太郎 |              |                |
| 芦田均     | 竹田儀一 | 北村徳太郎 | 木檜三四郎   |                |
| 芦田均     | 竹田儀一 | 北村徳太郎 | 鬼丸義斉     |                |
| 芦田均     | 保利茂   | 佐々木鹿蔵 | 小坂善太郎   |                |
| 芦田均     | 保利茂   | 佐々木鹿蔵 | 小坂善太郎   | 桜内辰郎       |
| 犬養健     | 保利茂   | 稲垣平太郎 | 千葉三郎     |                |
| 犬養健     | 保利茂   | 稲垣平太郎 |              |                |

| 総裁代行委員                            | 幹事長     | 総務会長 | 政務調査会長 | 参議院議員会長 |
| --------------------------------------- | ---------- | -------- | ------------ | -------------- |
| 苫米地義三 鬼丸義斉 北村徳太郎 桜内辰郎 | 北村徳太郎 | 鬼丸義斉 | 千葉三郎     | 桜内辰郎       |

| 最高委員長 | 最高委員                                | 幹事長     | 総務委員会長 | 政務調査会長 | 参議院議員会長 |
| ---------- | --------------------------------------- | ---------- | ------------ | ------------ | -------------- |
|            | 苫米地義三                              | 北村徳太郎 | 鬼丸義斉     | 千葉三郎     | 桜内辰郎       |
|            | 苫米地義三 鬼丸義斉 北村徳太郎 桜内辰郎 | 千葉三郎   | 木内四郎     | 荒木万寿夫   | 中井光次       |
| 苫米地義三 | 北村徳太郎 鬼丸義斉 桜内辰郎 楢橋渡     | 千葉三郎   | 木内四郎     | 荒木万寿夫   | 中井光次       |
| 苫米地義三 | 北村徳太郎 鬼丸義斉 桜内辰郎 楢橋渡     | 北村徳太郎 | 木内四郎     | 千葉三郎     | 林屋亀次郎     |
| 苫米地義三 | 北村徳太郎 鬼丸義斉 桜内辰郎 楢橋渡     | 千葉三郎   | 木内四郎     | 荒木万寿夫   | 林屋亀次郎     |
| 苫米地義三 | 北村徳太郎 鬼丸義斉 桜内辰郎 楢橋渡     | 千葉三郎   | 木内四郎     | 荒木万寿夫   | 中井光次       |

### 歴代総裁一覧
| 代 | 総裁 | 総裁    | 在任期間                                               |
| -- | ---- | ------- | ------------------------------------------------------ |
| 1  |      | 芦田均  | 1947年（昭和22年）5月18日 - 1948年（昭和23年）12月16日 |
| 2  |      | 犬養健※ | 1948年（昭和23年）12月16日 - 1950年（昭和25年）2月10日 |

※1949年（昭和24年）2月16日 - 1950年（昭和25年）2月10日は連立派総裁。
| 代 | 総裁代行委員 | 総裁代行委員 | 在任期間                                             |
| -- | ------------ | ------------ | ---------------------------------------------------- |
| -  |              | 苫米地義三   | 1949年（昭和24年）2月16日 - 1949年（昭和23年）3月9日 |
| -  | 鬼丸義斎     |              | 1949年（昭和24年）2月16日 - 1949年（昭和23年）3月9日 |
| -  | 北村徳太郎   |              | 1949年（昭和24年）2月16日 - 1949年（昭和23年）3月9日 |
| -  | 櫻内辰郎     |              | 1949年（昭和24年）2月16日 - 1949年（昭和23年）3月9日 |

| 代 | 最高委員   | 最高委員   | 在任期間                                              |
| -- | ---------- | ---------- | ----------------------------------------------------- |
| -  |            | 苫米地義三 | 1949年（昭和24年）3月9日 - 1949年（昭和23年）3月16日  |
| -  |            | 苫米地義三 | 1949年（昭和24年）3月16日 - 1949年（昭和23年）3月17日 |
| -  | 鬼丸義斎   |            | 1949年（昭和24年）3月16日 - 1949年（昭和23年）3月17日 |
| -  | 北村徳太郎 |            | 1949年（昭和24年）3月16日 - 1949年（昭和23年）3月17日 |
| -  | 櫻内辰郎   |            | 1949年（昭和24年）3月16日 - 1949年（昭和23年）3月17日 |
| -  | 楢橋渡     |            | 1949年（昭和24年）3月16日 - 1949年（昭和23年）3月17日 |

| 代 | 最高委員長 | 最高委員長 | 在任期間                                              |
| -- | ---------- | ---------- | ----------------------------------------------------- |
| 1  |            | 苫米地義三 | 1949年（昭和24年）3月17日 - 1950年（昭和24年）4月28日 |

## 党勢の推移
| 選挙         | 当選/候補者 | 定数 | 備考       |
| ------------ | ----------- | ---- | ---------- |
| （結党時）   | 134/-       | 466  |            |
| 第23回総選挙 | 124/350     | 466  | 追加公認+8 |
| 第24回総選挙 | 69/208      | 466  | 追加公認+1 |

| 選挙          | 当選/候補者 | 非改選 | 定数 | 備考                           |
| ------------- | ----------- | ------ | ---- | ------------------------------ |
| （結党時）    | -/-         | -      | -    | 参議院発足前                   |
| 第1回通常選挙 | 30/54       | -      | 250  | 第1回のみ全員選挙、追加公認+11 |

- 「当選/候補者」欄の当選者に追加公認は含まれていない。追加公認には会派に加わった無所属を含む。